# Edd (miasto)
Edd, rzadziej Ed (arab.: إد) – miasto we wschodniej Erytrei, w Regionie Południowym Morza Czerwonego posiadające w 2006 11 600 mieszkańców. Ośrodek przemysłowy.